# Phalonidia manniana
Phalonidia manniana là một loài bướm đêm thuộc họ Tortricidae. Nó được tìm thấy ở hầu hết châu Âu.
Sải cánh dài 10–13 mm. Con trưởng thành bay từ tháng 6 đến tháng 8 tùy theo địa điểm.
Ấu trùng ăn Mentha piperita, Mentha aquatica, Mentha longifolia, Alisma plantago-aquatica, Butomus, Lycopus và Inula.

## Hình ảnh

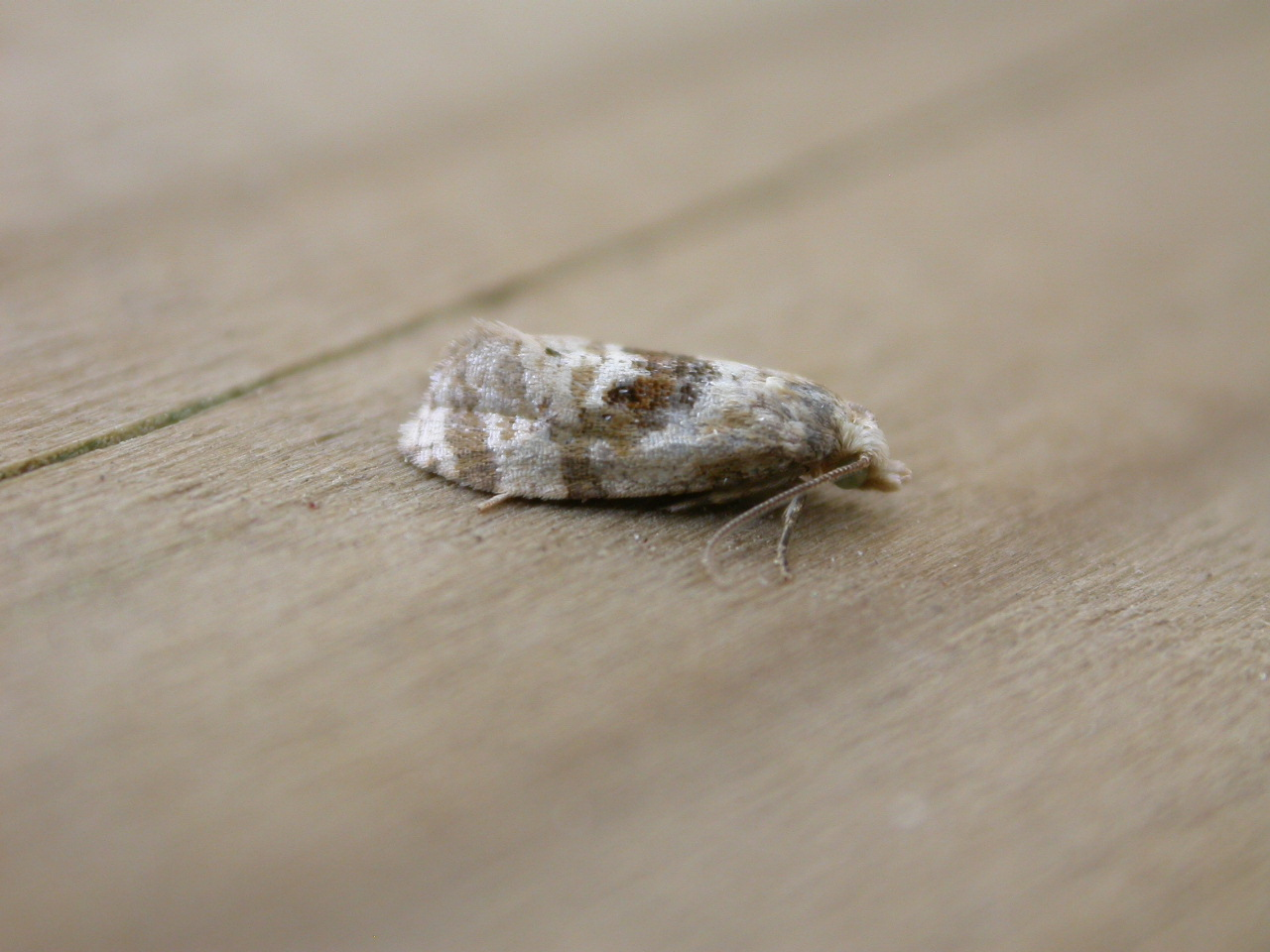
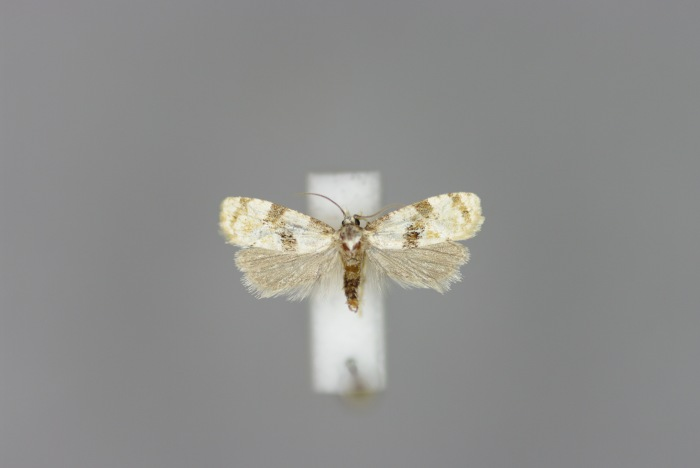